# Ром баро
У ромским заједницама у Северној Америци и неким деловима Европе ром баро (буквално преведено: велики човек  је племенски вођа. Он свој положај стиче заслугама, а његове одлуке ‒ иако се сматрају мудрима ‒ немају аутоматско одобравање заједнице. Остали фактори у избору ром бароа укључују познавање језика области планираног путовања и сналажљивост у ванредним ситуацијама.

## Етимологија
Израз баро је индијског порекла, и не односи се само на „велико“, већ и моћно и важно. Неке канадске и америчке ромске групе замениле су овај термин за израз hato, скраћеница од O Baro Shato.

## Племенске вође
Ром баро бирају њихове заједнице; главни критеријуми за избор су њихова интелигенција и осећај за правичност. Вође су обично старије животне доби, јер што је Ром старији, сматра се да имају боље знање о ромском праву и традицијама. Они делују као саветници за краља свог племена или групације и обично су прилично богати. Ром баро се бира доживотно и положај се не наслеђује. Роми баро су поглавари својих патријархалних група познатих као familias, али њихов ауторитет сеже далеко изван  фамилија, обухватајући њихова племена или компаније (ромс. kumpaniakumpania). Улога ром бара је да решава све унутрашње проблеме у свом племену или групи, као што су несугласице у послу, браку, породичним односима, суђења, сахране итд., а да се бави и гађо (неромским) властима у стварању сигурни да је њихово племе у добром стању са америчким законом, уговарајући посао и суочавање са спољним притисцима да се асимилирају. Док ром баро има значајну моћ и утицај међу им ромским племеном, они и даље подлежу ромском закону и Крису (ромском суду). Ром баро који не успе да обезбеди своју заједницу или прекрши ромски закон бива уклоњен са положаја од стране Криса. То укључује упадање у невоље са гађе властима и откривање ромских тајни због чега ће они не само изгубити свој положај, већ ће бити и избачени из племена и сматрани нечистима.

## Значајниром баро
- Џими Маркс; био је Ром баро све док није смењен јер је имао проблеме са законом и открио тајне Рома.[10]